# Cortixa aurudaria
Cortixa aurudaria är en fjärilsart som beskrevs av William Schaus 1901. Cortixa aurudaria ingår i släktet Cortixa och familjen mätare. Inga underarter finns listade i Catalogue of Life.